# Tour de la Wilaya d'Oran
Le Tour de la Wilaya d'Oran est une course cycliste algérienne. Créé en 2015, il est disputé au mois de mars dans la région d'Oranie. Cette course fait partie du calendrier de l'UCI Africa Tour, en catégorie 2.2. Elle est suivie par le Grand Prix d'Oran.
En 2016 et 2017, la course est nommée Tour international d'Oranie.

## Palmarès
| Année | Vainqueur          | Deuxième           | Troisième          |
| ----- | ------------------ | ------------------ | ------------------ |
| 2015  | Azzedine Lagab     | Nabil Baz          | Adil Barbari       |
| 2016  | Luca Wackermann    | Essaïd Abelouache  | Tomas Vaitkus      |
| 2017  | Pas de compétition | Pas de compétition | Pas de compétition |
| 2018  | Laurent Évrard     | Davide Rebellin    | Azzedine Lagab     |